# Grönländische Musik
Die Grönländische Musik war ursprünglich die Musik der grönländischen Inuit. Bekannt ist vor allem der Trommelgesang, der seit dem 18. Jahrhundert durch den Einfluss dänischer und deutscher Missionare radikal verdrängt wurde. Die Missionierung brachte jedoch neue Formen der Musikausübung in Form des mehrstimmigen Chorgesangs hervor. In der zweiten Hälfte des 20. Jahrhunderts entwickelte sich die grönländische Musik unter dem Einfluss der internationalen Rock- und Popmusik zu einer lebendigen hybriden Musikkultur weiter. 300 Jahre nach der Kolonialisierung spielt sie – wie zeitweise auch die traditionelle Musik – eine wichtige Rolle im Prozess der Wiedergewinnung bzw. Neukonstruktion einer grönländischen Identität.

## Gesang und Trommel
Die Inuit in Grönland teilen eine musikalische Tradition mit verwandten Völkern in Kanada, diese unterscheidet sich jedoch von der Tradition der Inuit in Alaska. Die ursprüngliche Musik der grönländischen Inuit war der Trommelgesang (inngerut, Pl. inngerutit), bei dem zu Gesang und Trommeln von ein bis zwei Solisten oft gleichzeitig getanzt wurde. Wie für andere Inuitvölker hatte der Trommelgesang für die Grönländer eine große soziale Bedeutung. Er leitet sich vom zeremoniellen Trommelgesang der Schamanen der zirkumpolaren Völker ab, der von Nordeuropa bis nach Kanada verbreitet war.
Die dafür verwendete Schamanentrommel (qilaat, Pl. qilaatit) bestand aus einem ovalen, mit einer Eisbärenblase oder mit einem Eisbären- oder Walrossmagen bezogenen Rahmen aus Treibholz oder Walrossrippen. Der Griff war oft verziert. Mit dem ca. 40 cm langen Schlägel schlug man nicht auf die Haut, sondern auf den Holzrahmen. Diese Rahmentrommel – das einzige Musikinstrument, das die Inuit verwendeten – war etwas kleiner als die Trommeln Sibiriens. Sie wurde sowohl zur Unterhaltung und zum Vertreiben der Angst im dunklen Winter als auch zum Beschwören der Geister und zum Zaubern eingesetzt. Der suggestive Effekt wurde manchmal dadurch betont, dass der Trommelspieler sein Aussehen durch das Tragen von Masken verändert – auch dies eine alte schamanistische Tradition. Jedoch existieren sehr wenige Dokumente über die ursprüngliche Aufführungspraxis.

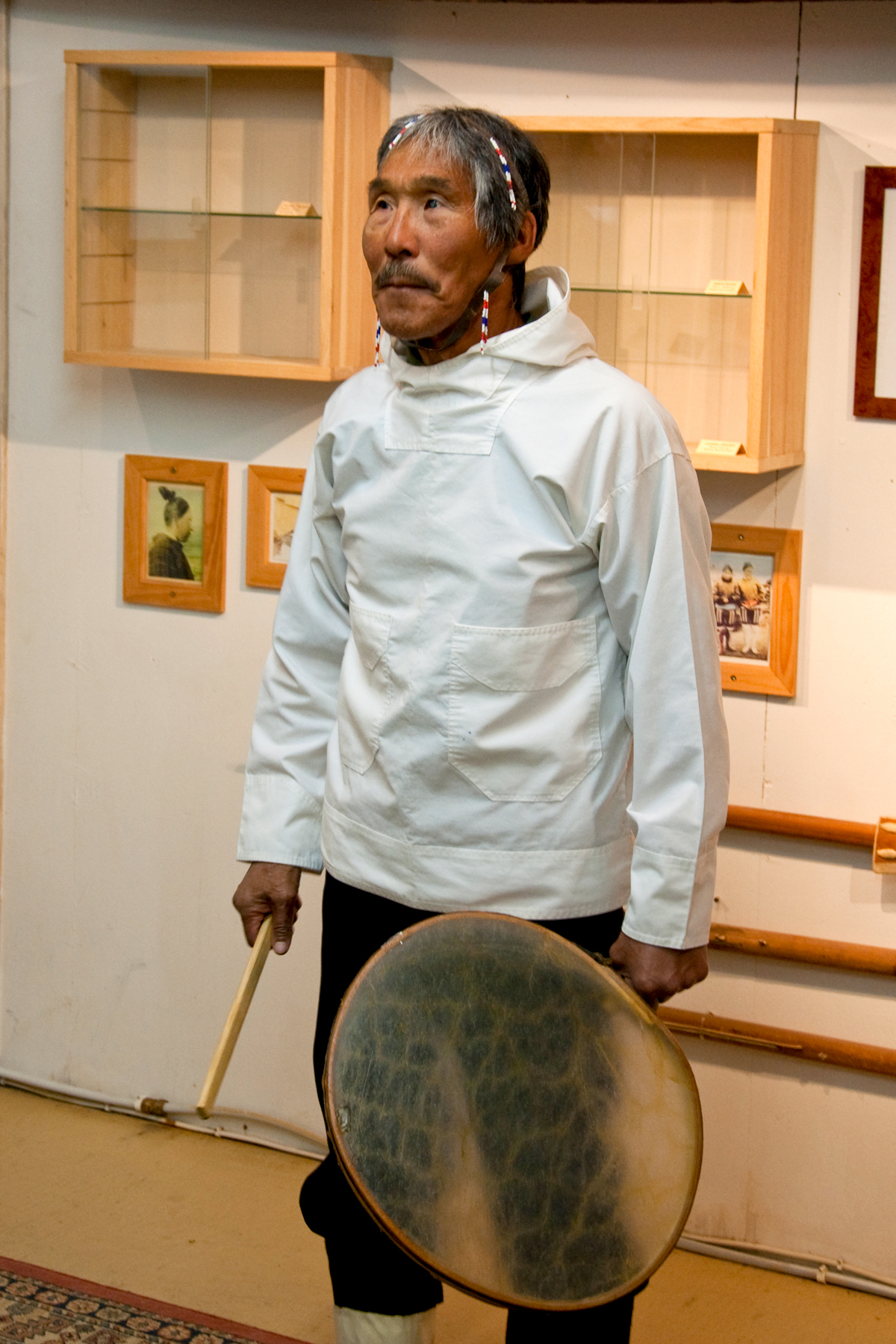
Anda Kûitse (1951–2019), Trommeltänzer und letzter Schamane aus Kulusuk (Ostgrönland)

Der Sänger hieß angakkoq (Pl. angakkut). Seine Position wurde vererbt und seine Rolle war zwar nicht genau definiert, er verfügt aber über weitreichende Kräfte, vor allem des Heilens, ähnlich wie der sibirische Schamane. Auch hatte er wie bei anderen Jäger- und Fischervölkern des Nordens in wirtschaftlichen Krisensituationen den jeweiligen „Herrn der Tiere“ anzurufen. Die letzte Bastion des Schamanismus war Ostgrönland.
Während des Trommelns tanzen die Tänzer – oft Frauen – am Platz mit kleinen, aber komplizierten Schritten und oft mit geschlossenen Augen. Oft bleiben die Füße auch am Boden. Gegen Ende des Tanzes wird der Rhythmus oft schneller. Heute trommeln auch Frauen; in Ostgrönland haben sie andere Trommeln als Männer. Seit den 1970er Jahren finden nur noch profane Aufführungen dieser Lieder und Tänze z. B. auf Sommerfesten – den traditionellen aasiviit (Sg. aasivik) – statt.
Die Trommel kam auch beim Sängerstreit (ivertut pisiat, Pl. ivertut pisii) zum Einsatz, wobei Feinde ihre Konflikte ohne Blutvergießen zu klären suchten, was angesichts der winzigen Populationen in den Siedlungen für das Überleben fatal gewesen wäre. Der Gesang hat hier eine wichtige Funktion im Rahmen der rituellen Konfliktbewältigung der (nach Erich Fromm) männlich-aggressiven, aber nicht destruktiven grönländischen Gesellschaft. Trotz Kopfstößen oder anderen Gewalttätigkeiten ging es vor allem darum, den Widersacher zum Gespött des Publikums zu machen. Auch Familienstreitigkeiten wurden so geklärt. Sogar Mörder konnten durch ein Gesangsduell der Blutrache entgehen. In einigen Fällen floh der Unterlegene im Anschluss an den Streitgesang in eine andere Siedlung.
Auch während der Arbeit, so bei der Kajak- oder Schlittenfahrt, bei der Jagd, beim Beerenpflücken und Eiersammeln wurden die unterhaltsamen aliikkutat (Sg. aliikkutaq, wörtlich Zeitvertreib, Vergnügen) gesungen. Inuit-Lieder sind strophisch und verwenden in der Regel sechs verschiedene Töne. Ein piseq (wörtlich Spottlied) ist ein sehr persönliches Lied über den Alltag, das seinem Urheber „gehört“, aber oft unverändert weitergegeben wird, wobei der Urheber genannt wird. Diese Lieder gingen nicht in den Kollektivbesitz über; manchmal wurden sie sogar verkauft oder auf eine Person übertragen. Der vormalige Besitzer durfte sie dann oft nicht mehr singen. 
Auch der Kehlkopfgesang (torlorsorneq, Inuktitut katajjaq) wurde und wird von Frauen in Grönland – allerdings seltener als bei den kanadischen Inuit – praktiziert, oft auch im Wettstreit, wobei das rasche Ein- und Ausatmen den Grundrhythmus bestimmt; er ist nicht zu verwechseln mit dem Obertongesang der mongolischen Völker.
Als erster dokumentierte William Thalbitzer auf einer Reise nach Ostgrönland in Ammassalik in den Jahren 1905–06 die traditionelle grönländische Musik auf Wachsrollen; er veröffentlichte darüber mehrere Bücher gemeinsam mit dem Musikhistoriker Hjalmar Thuren (1873–1912). Musik der Inughuit aus Thule wurde von Erik Holtved 1931 auf Lackplatten aufgezeichnet. Knud Rasmussen hat besonders während seiner 5. Thule-Expedition Liedtexte gesammelt und eine Auswahl in einer Anthologie veröffentlicht.
Seit den 1970er Jahren wurde der Trommelgesang und -tanz allmählich wiederbelebt, wofür sich besonders die Trommeltänzerin Anna Kûitse Thastum, die Schwester von Anda Kûitse einsetzte, der noch als Kind der Trommeltanz verboten worden war. 2021 wurden Trommeltanz und -gesang (Quilaatersorneq) in das UNESCO-Weltkulturerbe aufgenommen. Zu jährlichen Festivals lädt das Grönländische Nationalmuseum auch Künstler aus Kanada, Alaska und Russland ein.

## Erste europäische Einflüsse
Die ersten Einflüsse auf die grönländische Musikkultur aus dem Süden begannen Ende des 16. Jahrhunderts mit dem Besuch europäischer Walfänger, die an der Westküste des Landes Handel trieben. Die europäischen Seeleute brachten auch Tanz- und Spielmannsmusik aus Schottland und den Niederlanden mit. Diese starr rhythmisch geprägte Musik bildete ein Fundament für die Tanztradition in Grönland, die heute als kalattuut oder Grönländische Polka bekannt ist. Um diese Musik zu spielen, wurden Violinen und Harmonikas nach Grönland importiert. Auch Einflüsse der amerikanischen Countrymusik finden sich in Grönland relativ früh. An der Ostküste erhielt sich die traditionelle Musik länger.

## Die Entwicklung der Vokalmusik unter dem Einfluss der christlichen Mission
Dänische und deutsche Missionare versuchten im 18. Jahrhundert den Trommelgesang zu unterdrücken, was ihnen in Westgrönland gelang. Nur in Ostgrönland und Thule, die erst ab etwa 1900 missioniert wurden, überlebte er teilweise. Der Sängerwettstreit wurde wegen seiner gesellschaftlichen Ventilfunktion eher geduldet.
Doch es waren auch die Missionare der pietistischen Herrnhuter Brüdergemeine, die eine neue Musikform entwickelten. Sie führten den mehrstimmigen Psalmengesang in grönländischer Sprache ein, für den sich viele Grönländer begeisterten. Viele dieser Lieder sind deutschen Ursprungs. Zur Akzeptanz mag beigetragen haben, dass die Inuit die ersten Missionare wie Johann Beck wohl auch wegen ihres emotionalen Vortragsstils für angakkut hielten.
Der Chor- und Psalmengesang wurde mit der Zeit zu einem wichtigen Element der nationalen Kultur Grönlands, deren Assimilation auch im Verlauf der Zuwanderung aus Dänemark und der Vermischung der beiden Bevölkerungsteile rasch voranschritt. Viele Orte haben heute Chöre, die Psalmen- und Chormusik einstudieren und zu verschiedenen Gelegenheiten öffentlich auftreten. Der mehrstimmige Choralgesang weist eine besondere „grönländische“ Klangfarbe auf. Auch finden sich im grönländischen Psalmengesang Details, die in Europa nicht vorkommen. Ein Beispiel hierfür ist die Silbe ‚aja‘, die aus dem Trommeltanz bekannt ist.

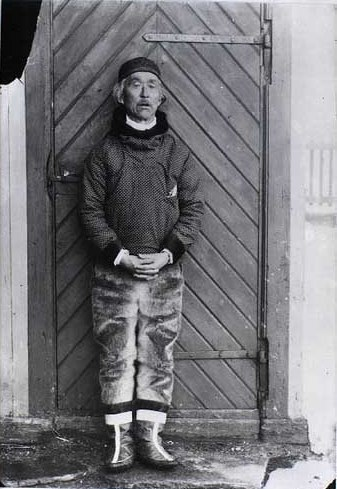
Rasmus Berthelsen

Seit der Mitte des 19. Jahrhunderts komponierten und texteten Grönländer eigene Chorwerke in der europäischen Tradition, z. B. der Lehrer und Dichter Rasmus Berthelsen (1827–1901) aus Sisimiut, dessen Großneffe Josva Kleist (1879–1938), ferner der Dichter Henrik Lund (1875–1948), der Komponist beider grönländischen Nationalhymnen Jonathan Petersen (1881–1961), Jakob II Egede (1901–1988), Johan Kleist (Aavaat) (1927–95) und Villads Villadsen (1916–2006).
Seit 1761 erschienen so mehr als 60 Psalmenbücher oder Melodiebücher ohne Text. Weit verbreitet ist heute noch das Tugsiutit erinait, heute Tussiaqattaarutit (seit 1907) mit vierstimmigen Psalmen von Christian Rasmussen und Johan Henrik Nebelong.
Dänische Melodien und Lieder wurden auch für den weltlichen Gebrauch übernommen. Die Texte wurden meist ins Grönländische übersetzt. Typisch waren auch hier Vielstimmigkeit, langsame Tempi und das gemeinsame Singen des Chores mit den Zuhörern, wie es in Dänemark häufig ist. Das Liederbuch Erinarsuutit wurde mit Texten seit 1908 und mit Text und Noten seit 1911 immer wieder neu herausgegeben. Auch fast die gesamte neuere grönländische Lyrik war von Anfang an zum Mitsingen bestimmt.
Bekannte Vokalsolisten, die sich auf der Gitarre begleiten, sind Rasmus Lyberth, der heute in Dänemark lebt, Ulf Fleischer und Karl Johan „Juaaka“ Lyberth.

## Instrumentalmusik, Rock und Pop
Nach dem Zweiten Weltkrieg entwickelte sich die Instrumentalmusik, wozu maßgeblich der Einfluss der amerikanischen und europäischen Rock- und Popmusik beitrug. Die Einführung des Radios und der LP nach dem Zweiten Weltkrieg führte dazu, dass diese Musik für alle zugänglich wurde, und die Grönländer wurden dazu inspiriert, die Genres mit ihren eigenen Bands nachzuahmen. Die in den 1950er und 1960er Jahren populäre amerikanische Folkmusik wurde ab Mitte der 1960er Jahre durch die internationale Rockmusik verdrängt.
Offiziell endete der Kolonialstatus 1953 und Grönland wurde offiziell Teil des dänischen Mutterlandes. Dadurch wuchs aber der Assimilationsdruck z. B. durch den vorgeschriebenen Gebrauch der dänischen Sprache in offiziellen Angelegenheiten. Dagegen wandte sich seit den 1970er Jahren eine grönländische Autonomiebewegung, die sich auch auf den kulturellen Bereich erstreckte und für die Verwendung der grönländischen Sprache warb.

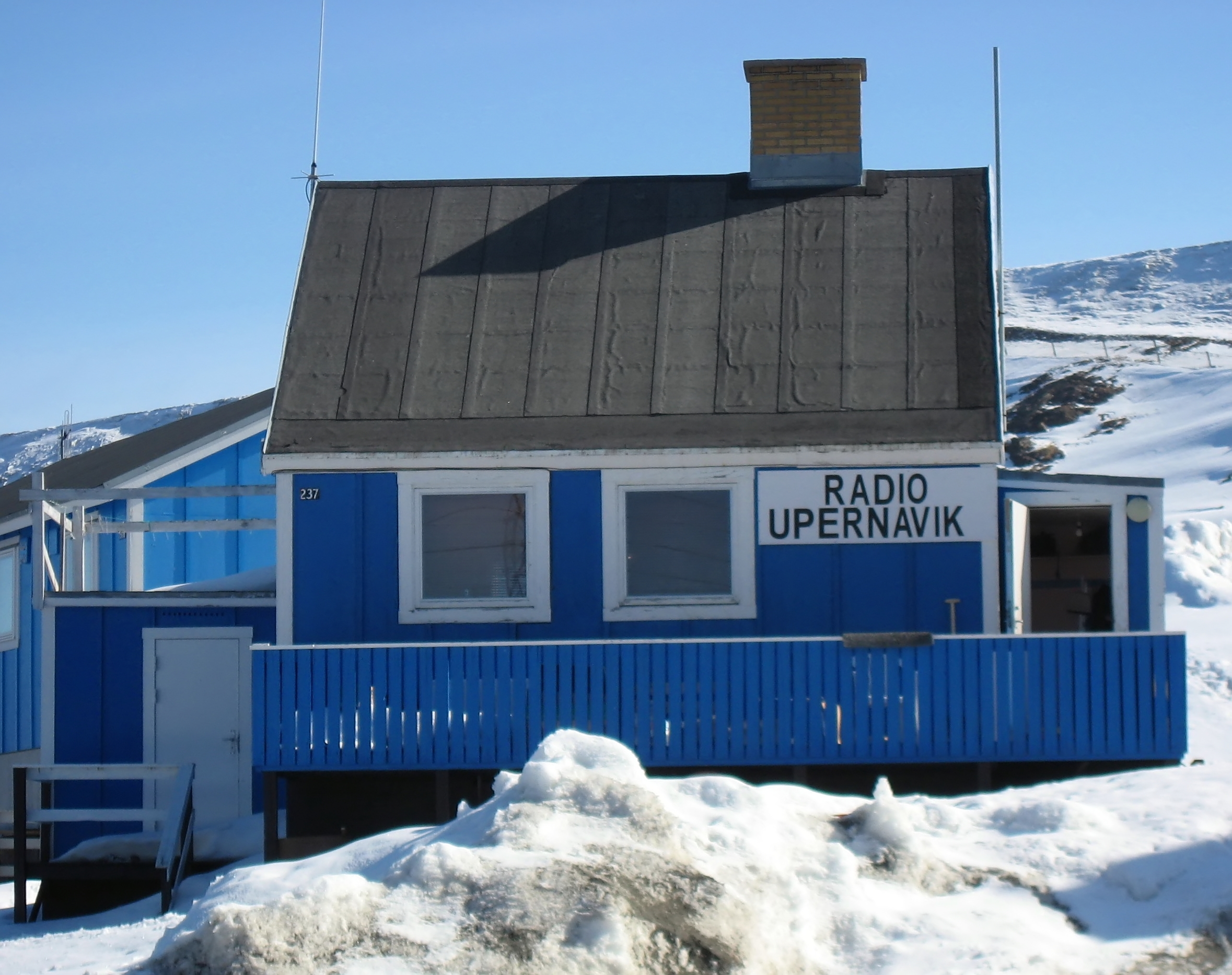
Lokale Radiostation in Upernavik (2007)

Zu den Pionieren der Rock- und Popmusik in Grönland gehörte die 1973 gegründete Band Sumé („wo?“) mit dem Sänger und Politiker Per Berthelsen (* 1950) und Malik Høegh (* 1952), der schlagkräftige politische Texte verfasste. Eine große Rolle spielte die Band bei Mobilisierung für das politische Ziel der Selbstverwaltung (Hjemmestyre). Ihr erstes Album Sumut („wohin?“) wurde von 20 Prozent der grönländischen Bevölkerung gekauft.
In Sisimiut befindet sich der Sitz des Musiklabels und Plattenstudios ULO, das diese Musik seit den 1970er Jahren verbreitete, aber auch traditionelle Musik veröffentlicht. Seit den 1970er Jahren entstanden neue grönländische Labels wie Sermit Records, Melos Records und Atlantic Music.
Weitere bekannte Bands waren Silamiut und Inneruulat in den 1980er Jahren, Nuuk Posse, die erste und bekannteste grönländische Hip-Hop-Gruppe (seit 1992), Mariina, eine Poprock-Gruppe der 1990er Jahre, Siissisoq, eine Metal-Band (1998), Chilly Friday aus Nuuk (2000), Disko Democratic Republic (DDR), die 2002 von drei Brüdern von der Diskoinsel gegründet wurde, Zikaza und die Hip-Hop-Gruppe Prussic. Experimentelle Musik macht das Polar Jungle Orchestra. Eine der erfolgreichsten jüngeren Bands ist Nanook („Eisbär“, 2005), die von Frederik Elsner und seinem Bruder gegründet wurde.
Die meisten Texte der Bands sind in grönländischer Sprache verfasst, immer mehr jedoch auch in Englisch oder in Dänisch, da die grönländischen Musiker zunehmend ihre Kräfte an der internationalen Musikszene messen und (zumeist nach Skandinavien) auf Tournée gehen. Den Beginn dieser Entwicklung markierte Angu Motzfeldt (* 1976), der sich mit englischen Texten auf dem Markt präsentiert. Zu den Popsängerinnen mit einem großen dänischen Publikum zählt Julie Berthelsen (* 1979), die Stieftochter von Per Berthelsen. Auch für das dänische Publikum singt Nina Kreutzmann Jørgensen (* 1977). Zur jungen Musikergeneration zählt der Rapper Josef Tarrak-Petrussen (* 1998).
Im April jeden Jahres findet in Sisimiut das Arctic Sound Festival mit Inuit-Künstlern aus Grönland, Kanada und Alaska sowie mit Musikern aus den nordischen Staaten und dem Baltikum statt.
Heute erscheinen in Grönland mit seinen knapp 60.000 Einwohnern bis zu 15 CDs jährlich, die maximal 3000 bis 5000 mal verkauft werden. Im Lauf der Zeit hat die nach wie vor nicht endgültig geklärte Identitätsproblematik der Grönländer an Brisanz verloren, was zu einem weiteren Bedeutungsverlust der traditionellen Musik führen könnte. So sind viele Textgattungen mit europäisierten Melodien unterlegt worden. Die neu entstandenen hybriden musikalischen Formen haben sich jedoch in den letzten Jahrzehnten oft unverändert erhalten.